# Micropodisma
Micropodisma is een geslacht van rechtvleugeligen uit de familie veldsprinkhanen (Acrididae). De wetenschappelijke naam van dit geslacht is voor het eerst geldig gepubliceerd in 1932 door Dovnar-Zapolskij.

## Soorten
Het geslacht Micropodisma omvat de volgende soorten:
- Micropodisma koenigi Burr, 1913
- Micropodisma salamandra Fischer, 1853
- Micropodisma svanetica Dovnar-Zapolskij, 1932